# Filmografia di Looney Tunes e Merrie Melodies (1940-1949)
Questo è un elenco di tutti i cortometraggi animati distribuiti dalla Warner Bros. sotto le insegne Looney Tunes e Merrie Melodies tra il 1940 e il 1949. Un totale di 307 furono distribuiti nel corso degli anni quaranta.

## 1940
| Titolo originale               | Titolo italiano                   | Serie | Regista                      | Personaggi            | Data di uscita    |
| ------------------------------ | --------------------------------- | ----- | ---------------------------- | --------------------- | ----------------- |
| Porky's Last Stand             |                                   | LT    | Robert Clampett              | Daffy Duck, Porky Pig | 6 gennaio 1940    |
| The Early Worm Gets the Bird   |                                   | MM    | Tex Avery                    |                       | 13 gennaio 1940   |
| Africa Squeaks                 | Africa addio                      | LT    | Robert Clampett              | Porky Pig             | 27 gennaio 1940   |
| Mighty Hunters                 |                                   | MM    | Chuck Jones                  |                       | 27 gennaio 1940   |
| Busy Bakers                    |                                   | MM    | Ben Hardaway, Cal Dalton     |                       | 10 febbraio 1940  |
| Ali-Baba Bound                 | Il pazzo cane del deserto         | LT    | Robert Clampett              | Porky Pig             | 10 febbraio 1940  |
| Elmer's Candid Camera          | Elmer fotografo                   | MM    | Chuck Jones                  | Taddeo                | 2 marzo 1940      |
| Pilgrim Porky                  |                                   | LT    | Bob Clampett                 | Porky                 | 16 marzo 1940     |
| Cross Country Detours          |                                   | MM    | Tex Avery                    |                       | 16 marzo 1940     |
| Confederate Honey              | Una fanciulla innamorata          | MM    | Friz Freleng                 | Taddeo                | 30 marzo 1940     |
| The Bear's Tale                | I tre orsi                        | MM    | Tex Avery                    |                       | 13 aprile 1940    |
| Slap-Happy Pappy               | Notizie sensazionali              | LT    | Robert Clampett              | Porky                 | 13 aprile 1940    |
| Porky's Poor Fish              | Il povero pesciolino di Porky     | LT    | Robert Clampett              | Porky                 | 27 aprile 1940    |
| The Hardship of Miles Standish | Le disavventure di Miles Standish | MM    | Friz Freleng                 | Taddeo                | 27 aprile 1940    |
| Sniffles Takes a Trip          | Sniffles va in vacanza            | MM    | Chuck Jones                  | Sniffles              | 11 maggio 1940    |
| You Ought to Be in Pictures    | Dovresti fare del cinema          | LT    | Friz Freleng                 | Daffy Duck, Porky Pig | 18 maggio 1940    |
| A Gander at Mother Goose       | Una sbirciata a Mamma Oca         | MM    | Tex Avery                    |                       | 25 maggio 1940    |
| Tom Thumb in Trouble           | Tom Pollicino è nei guai          | MM    | Chuck Jones                  |                       | 8 giugno 1940     |
| The Chewin' Bruin              | Un orso indomabile                | LT    | Robert Clampett              | Porky                 | 8 giugno 1940     |
| Circus Today                   | Pomeriggio al circo               | MM    | Tex Avery                    |                       | 22 giugno 1940    |
| Little Blabbermouse            | Il topino chiacchierone           | MM    | Friz Freleng                 | Little Blabbermouse   | 6 luglio 1940     |
| Porky's Baseball Broadcast     | Cronaca di un derby               | LT    | Friz Freleng                 | Porky Pig             | 6 luglio 1940     |
| The Egg Collector              | Il collezionista di uova          | MM    | Chuck Jones                  | Sniffles              | 20 luglio 1940    |
| A Wild Hare                    | Caccia al coniglio                | MM    | Tex Avery                    | Bugs Bunny, Taddeo    | 27 luglio 1940    |
| Ghost Wanted                   | Cercasi fantasma                  | MM    | Chuck Jones                  |                       | 10 agosto 1940    |
| Patient Porky                  | Un'indigestione appetitosa        | LT    | Robert Clampett              | Porky Pig             | 24 agosto 1940    |
| Ceiling Hero                   | Acrobati del cielo                | MM    | Tex Avery                    |                       | 24 agosto 1940    |
| Malibu Beach Party             |                                   | MM    | Friz Freleng                 |                       | 14 settembre 1940 |
| Calling Dr. Porky              | Delirio e castigo                 | LT    | Friz Freleng                 | Porky Pig             | 21 settembre 1940 |
| Stage Fright                   | Un osso in teatro                 | MM    | Chuck Jones                  | Two Curious Puppies   | 28 settembre 1940 |
| Prehistoric Porky              | L'era preistorica                 | LT    | Robert Clampett              | Porky Pig             | 12 ottobre 1940   |
| Holiday Highlights             | Le festività più importanti       | MM    | Tex Avery                    |                       | 12 ottobre 1940   |
| Good Night Elmer               | Buonanotte Elmer                  | MM    | Chuck Jones                  | Taddeo                | 26 ottobre 1940   |
| The Sour Puss                  | Il pesce volante                  | LT    | Robert Clampett              | Porky                 | 2 novembre 1940   |
| Wacky Wildlife                 | Natura selvaggia                  | MM    | Tex Avery                    |                       | 9 novembre 1940   |
| Bedtime for Sniffles           | Notte di veglia per Sniffles      | MM    | Chuck Jones                  | Sniffles              | 23 novembre 1940  |
| Porky's Hired Hand             | Chi la fa l'aspetti               | LT    | Friz Freleng                 | Porky Pig             | 30 novembre 1940  |
| Of Fox and Hounds              | Volpi e segugi                    | MM    | Tex Avery                    | Willoughby            | 7 dicembre 1940   |
| The Timid Toreador             | Toreri e salsicciotti             | LT    | Robert Clampett, Norm McCabe | Porky Pig             | 21 dicembre 1940  |
| Shop Look & Listen             | Compra, guarda e ascolta          | MM    | Friz Freleng                 | Little Blabbermouse   | 21 dicembre 1940  |

## 1941
| Titolo originale          | Titolo italiano                       | Serie | Regista                   | Personaggi                  | Data di uscita    |
| ------------------------- | ------------------------------------- | ----- | ------------------------- | --------------------------- | ----------------- |
| Elmer's Pet Rabbit        | La lepre domestica                    | MM    | Chuck Jones               | Bugs Bunny, Taddeo          | 4 gennaio 1941    |
| Porky's Snooze Reel       | Notiziario nazionale                  | LT    | Bob Clampett, Norm McCabe | Porky                       | 11 gennaio 1941   |
| The Fighting 69th½        | Guerra all'ultimo panino              | MM    | Friz Freleng              |                             | 18 gennaio 1941   |
| Sniffles Bells the Cat    | Sniffles mette la campanella al gatto | MM    | Chuck Jones               | Sniffles                    | 1º febbraio 1941  |
| The Haunted Mouse         |                                       | LT    | Tex Avery                 |                             | 15 febbraio 1941  |
| The Crackpot Quail        | La quaglia se la squaglia             | MM    | Tex Avery                 | Willoughby                  | 15 febbraio 1941  |
| The Cat's Tale            | A caccia di guai                      | MM    | Friz Freleng              |                             | 1º marzo 1941     |
| Joe Glow, the Firefly     |                                       | LT    | Chuck Jones               |                             | 8 marzo 1941      |
| Tortoise Beats Hare       | La tartaruga e il coniglio            | MM    | Tex Avery                 | Bugs Bunny, Cecil Tartaruga | 15 marzo 1941     |
| Porky's Bear Facts        | Chi d'estate canta                    | LT    | Friz Freleng              | Porky                       | 29 marzo 1941     |
| Goofy Groceries           | Una notte in drogheria                | MM    | Bob Clampett              |                             | 29 marzo 1941     |
| Toy Trouble               | Il giocattolo peste                   | MM    | Chuck Jones               | Sniffles                    | 12 aprile 1941    |
| Porky's Preview           |                                       | LT    | Tex Avery                 | Porky                       | 19 aprile 1941    |
| The Trial of Mr. Wolf     | Il processo del signor Lupo           | MM    | Friz Freleng              |                             | 26 aprile 1941    |
| Porky's Ant               | Un safari in Africa                   | LT    | Chuck Jones               | Porky                       | 10 maggio 1941    |
| Farm Frolics              | Una giornata in campagna              | MM    | Robert Clampett           |                             | 10 maggio 1941    |
| Hollywood Steps Out       | Una serata a Hollywood                | MM    | Tex Avery                 |                             | 24 maggio 1941    |
| A Coy Decoy               | Colpo di fulmine                      | LT    | Robert Clampett           | Daffy Duck, Porky Pig       | 7 giugno 1941     |
| Hiawatha's Rabbit Hunt    | Ciavatta e Rosicchio                  | MM    | Friz Freleng              | Bugs Bunny                  | 7 giugno 1941     |
| Porky's Prize Pony        | Un cavallo vincente                   | LT    | Chuck Jones               | Porky Pig                   | 21 giugno 1941    |
| The Wacky Worm            | Il verme stravagante                  | MM    | Friz Freleng              |                             | 21 giugno 1941    |
| Meet John Doughboy        |                                       | LT    | Robert Clampett           | Porky                       | 5 luglio 1941     |
| The Heckling Hare         | Il lepre vendicativo                  | MM    | Tex Avery                 | Bugs Bunny, Willoughby      | 5 luglio 1941     |
| Inki and the Lion         |                                       | MM    | Chuck Jones               | Inki                        | 19 luglio 1941    |
| Aviation Vacation         | Svolazzando per il mondo              | MM    | Tex Avery                 |                             | 2 agosto 1941     |
| We, the Animals - Squeak! | Kitty spaventa ratti                  | LT    | Robert Clampett           | Porky Pig                   | 9 agosto 1941     |
| Sport Chumpions           | I campioni degli sport                | MM    | Friz Freleng              |                             | 16 agosto 1941    |
| The Henpecked Duck        | Un mago inesperto                     | LT    | Robert Clampett           | Daffy Duck, Porky Pig       | 30 agosto 1941    |
| Snow Time for Comedy      | Cosa non si fa per un osso            | MM    | Chuck Jones               | Two Curious Puppies         | 30 agosto 1941    |
| All This and Rabbit Stew  | A caccia di stufato                   | MM    | Tex Avery                 | Bugs Bunny                  | 13 settembre 1941 |
| Notes to You              | Non c'è pace con i gatti              | LT    | Friz Freleng              | Porky Pig                   | 20 settembre 1941 |
| The Brave Little Bat      | Un pipistrello per amico              | MM    | Chuck Jones               | Sniffles                    | 27 settembre 1941 |
| The Bug Parade            | La parata degli insetti               | MM    | Tex Avery                 |                             | 11 ottobre 1941   |
| Robinson Crusoe Jr.       | Il ritorno di Robinson Crusoe         | LT    | Norm McCabe               | Porky Pig                   | 25 ottobre 1941   |
| Rookie Revue              | Rassegna militare                     | MM    | Friz Freleng              |                             | 25 ottobre 1941   |
| Saddle Silly              | Il cavallo sciocco                    | MM    | Chuck Jones               |                             | 8 novembre 1941   |
| Porky's Midnight Matinee  | Una cara formica                      | LT    | Chuck Jones               | Porky                       | 22 novembre 1941  |
| The Cagey Canary          | Un canarino in gabbia                 | MM    | Robert Clampett           |                             | 22 novembre 1941  |
| Rhapsody in Rivets        | Rapsodia newyorkese                   | MM    | Friz Freleng              |                             | 6 dicembre 1941   |
| Wabbit Twouble            | Una vacanza tranquilla                | MM    | Robert Clampett           | Bugs Bunny, Taddeo          | 20 dicembre 1941  |
| Porky's Pooch             | Impadronirsi di un padrone            | LT    | Robert Clampett           | Porky                       | 27 dicembre 1941  |

## 1942
Quest'anno segna l'inizio della produzione a colori della serie Looney Tunes. Per quest'anno e il prossimo, la maggior parte saranno ancora in bianco e nero.
| Titolo originale                                                     | Titolo italiano                | Serie | Regista         | Personaggi                | Data di uscita    |
| -------------------------------------------------------------------- | ------------------------------ | ----- | --------------- | ------------------------- | ----------------- |
| Hop, Skip and a Chump                                                | Dagli al grillo!               | MM    | Friz Freleng    |                           | 3 gennaio 1942    |
| Porky's Pastry Pirates                                               |                                | LT    | Friz Freleng    | Porky                     | 17 gennaio 1942   |
| The Bird Came C.O.D.                                                 | L'uccellino contrassegno       | MM    | Chuck Jones     | Conrad il gatto           | 17 gennaio 1942   |
| Aloha Hooey                                                          | Avventura alle Hawaii          | MM    | Tex Avery       |                           | 31 gennaio 1942   |
| Who's Who in the Zoo                                                 |                                | LT    | Norm McCabe     | Porky                     | 14 febbraio 1942  |
| Porky's Cafe                                                         | Un cliente insaziabile         | LT    | Chuck Jones     | Porky, Conrad             | 21 febbraio 1942  |
| Conrad the Sailor                                                    | Conrad il marinaio             | MM    | Chuck Jones     | Daffy, Conrad             | 28 febbraio 1942  |
| Crazy Cruise                                                         |                                | MM    | Tex Avery       | Bugs (cameo)              | 14 marzo 1942     |
| The Wabbit Who Came to Supper                                        | Il coniglio che venne per cena | MM    | Friz Freleng    | Bugs, Taddeo              | 28 marzo 1942     |
| Saps in Chaps                                                        |                                | LT    | Friz Freleng    |                           | 11 aprile 1942    |
| Horton Hatches the Egg                                               | Horton cova l'uovo             | MM    | Robert Clampett |                           | 11 aprile 1942    |
| Dog Tired                                                            | Due cani esausti               | MM    | Chuck Jones     | Two Curious Puppies       | 25 aprile 1942    |
| Daffy's Southern Exposure                                            | Gli sport invernali            | LT    | Norm McCabe     | Daffy                     | 2 maggio 1942     |
| The Wacky Wabbit                                                     | Caccia all'oro                 | MM    | Robert Clampett | Bugs, Taddeo              | 2 maggio 1942     |
| The Draft Horse                                                      | Un cavallo sotto le armi       | MM    | Chuck Jones     |                           | 9 maggio 1942     |
| Lights Fantastic                                                     | Luci della città               | MM    | Friz Freleng    |                           | 23 maggio 1942    |
| Nutty News                                                           |                                | LT    | Robert Clampett | Taddeo (solo voce)        | 23 maggio 1942    |
| Hold the Lion, Please                                                | Tenete il leone, per favore    | MM    | Chuck Jones     | Bugs                      | 6 giugno 1942     |
| Hobby Horse-Laffs                                                    |                                | LT    | Norm McCabe     |                           | 6 giugno 1942     |
| Gopher Goofy                                                         |                                | LT    | Norm McCabe     |                           | 27 giugno 1942    |
| Double Chaser                                                        | Doppio inseguimento            | MM    | Friz Freleng    |                           | 27 giugno 1942    |
| Bugs Bunny Gets the Boid                                             | Bunny e il condor              | MM    | Robert Clampett | Bugs, Beaky Buzzard       | 11 luglio 1942    |
| Wacky Blackout                                                       |                                | LT    | Robert Clampett |                           | 11 luglio 1942    |
| Foney Fables                                                         | Il mondo delle fiabe           | MM    | Friz Freleng    |                           | 1º agosto 1942    |
| The Ducktators                                                       |                                | LT    | Norm McCabe     |                           | 1º agosto 1942    |
| The Squawkin' Hawk                                                   | Il falco rauco                 | MM    | Chuck Jones     | Henery Hawk               | 8 agosto 1942     |
| Fresh Hare                                                           | La lepre sfacciata             | MM    | Friz Freleng    | Bugs, Taddeo              | 22 agosto 1942    |
| Eatin' on the Cuff or The Moth Who Came to Dinner                    |                                | LT    | Robert Clampett |                           | 22 agosto 1942    |
| Fox Pop                                                              | Voglia di moda                 | MM    | Chuck Jones     |                           | 5 settembre 1942  |
| The Impatient Patient                                                | Dr. Jerkil e Mr. Chloe         | LT    | Norm McCabe     | Daffy                     | 5 settembre 1942  |
| The Dover Boys at Pimento University or The Rivals of Roquefort Hall | I tre fratelli Dover           | MM    | Chuck Jones     |                           | 19 settembre 1942 |
| The Hep Cat                                                          | Il micione innamorato          | LT    | Robert Clampett |                           | 3 ottobre 1942    |
| The Sheepish Wolf                                                    | Il lupo pecora                 | MM    | Friz Freleng    |                           | 17 ottobre 1942   |
| The Daffy Duckaroo                                                   | Daffy nel West                 | LT    | Norm McCabe     | Daffy                     | 24 ottobre 1942   |
| The Hare-Brained Hypnotist                                           | L'ipnotizzatore                | MM    | Friz Freleng    | Bugs, Taddeo              | 31 ottobre 1942   |
| A Tale of Two Kitties                                                | Due gatti contro Titti         | MM    | Robert Clampett | Babbit e Catstello, Titti | 21 novembre 1942  |
| Ding Dog Daddy                                                       | Scosse d'amore                 | MM    | Friz Freleng    |                           | 5 dicembre 1942   |
| My Favorite Duck                                                     | Il mio papero preferito        | LT    | Chuck Jones     | Daffy, Porky              | 5 dicembre 1942   |
| Case of the Missing Hare                                             | La lepre scomparsa             | MM    | Chuck Jones     | Bugs                      | 12 dicembre 1942  |

## 1943
| Titolo originale                | Titolo italiano               | Serie | Regista         | Personaggi                                   | Data di uscita    |
| ------------------------------- | ----------------------------- | ----- | --------------- | -------------------------------------------- | ----------------- |
| Coal Black and de Sebben Dwarfs | Nero-Fumo e i sette nani neri | MM    | Robert Clampett |                                              | 16 gennaio 1943   |
| Confusions of a Nutzy Spy       |                               | LT    | Norm McCabe     | Porky                                        | 23 gennaio 1943   |
| Pigs in a Polka                 | La danza dei porcellini       | MM    | Friz Freleng    |                                              | 2 febbraio 1943   |
| Tortoise Wins by a Hare         | Più veloce di una lepre       | MM    | Robert Clampett | Bugs, Cecil                                  | 20 febbraio 1943  |
| To Duck... or Not to Duck       | Un incontro leale             | LT    | Chuck Jones     | Daffy, Taddeo                                | 6 marzo 1943      |
| The Fifth-Column Mouse          |                               | MM    | Friz Freleng    |                                              | 6 marzo 1943      |
| Flop Goes the Weasel            |                               | MM    | Chuck Jones     |                                              | 20 marzo 1943     |
| Hop and Go                      |                               | LT    | Norm McCabe     |                                              | 27 marzo 1943     |
| Super-Rabbit                    | Super Coniglio                | MM    | Chuck Jones     | Bugs                                         | 3 aprile 1943     |
| The Unbearable Bear             | L'orso poliziotto             | MM    | Chuck Jones     | Sniffles                                     | 17 aprile 1943    |
| The Wise Quacking Duck          | Il papero spiritoso           | LT    | Robert Clampett | Daffy                                        | 1º maggio 1943    |
| Greetings Bait                  | Pesca con l'esca              | MM    | Friz Freleng    |                                              | 15 maggio 1943    |
| Tokio Jokio                     |                               | LT    | Norm McCabe     |                                              | 15 maggio 1943    |
| Yankee Doodle Daffy             |                               | LT    | Friz Freleng    | Daffy, Porky                                 | 5 giugno 1943     |
| Jack-Wabbit and the Beanstalk   | Jack Rabbit e il gigante      | MM    | Friz Freleng    | Bugs                                         | 5 giugno 1943     |
| The Aristo-Cat                  | L'aristogatto                 | MM    | Chuck Jones     | Claude il gatto, Hubie e Bertie              | 19 giugno 1943    |
| Wackiki Wabbit                  | Coniglio hawaiano             | MM    | Chuck Jones     | Bugs                                         | 3 luglio 1943     |
| Porky Pig's Feat                | Prigionieri di un conto       | LT    | Frank Tashlin   | Porky, Daffy, Bugs (cameo)                   | 3 luglio 1943     |
| Tin Pan Alley Cats              |                               | MM    | Robert Clampett |                                              | 17 luglio 1943    |
| Scrap Happy Daffy               |                               | LT    | Frank Tashlin   | Daffy                                        | 21 agosto 1943    |
| Hiss and Make Up                |                               | MM    | Friz Freleng    |                                              | 11 settembre 1943 |
| A Corny Concerto                | Uno strano concerto           | MM    | Robert Clampett | Taddeo, Bugs, Daffy, Porky                   | 18 settembre 1943 |
| Fin n' Catty                    | Il gatto e il pesciolino      | MM    | Chuck Jones     | Claude                                       | 23 ottobre 1943   |
| Falling Hare                    | Rosicchio in picchiata        | MM    | Robert Clampett | Bugs                                         | 30 ottobre 1943   |
| Inki and the Minah Bird         |                               | MM    | Chuck Jones     | Inki, Mynah Bird                             | 13 novembre 1943  |
| Daffy - The Commando            |                               | LT    | Friz Freleng    | Daffy                                        | 20 novembre 1943  |
| An Itch in Time                 | A tempo di prurito            | MM    | Robert Clampett | Taddeo, A. Flea, Bugs (cameo), Porky (cameo) | 4 dicembre 1943   |
| Puss n' Booty                   | Il vendicatore                | LT    | Frank Tashlin   |                                              | 11 dicembre 1943  |

## 1944
| Titolo originale                | Titolo italiano                 | Serie | Regista         | Personaggi       | Data di uscita    |
| ------------------------------- | ------------------------------- | ----- | --------------- | ---------------- | ----------------- |
| Little Red Riding Rabbit        | Il coniglietto rosso            | MM    | Friz Freleng    | Bugs             | 4 gennaio 1944    |
| What's Cookin' Doc?             | Rosicchio prende un Oscar       | MM    | Robert Clampett | Bugs             | 8 gennaio 1944    |
| Meatless Flyday                 | Giorno di magro                 | MM    | Friz Freleng    |                  | 29 gennaio 1944   |
| Tom Turk and Daffy              | Tom il tacchino e Daffy         | LT    | Chuck Jones     | Daffy, Porky     | 12 febbraio 1944  |
| Bugs Bunny and the Three Bears  | Bugs Bunny e i tre orsi         | MM    | Chuck Jones     | Bugs, tre orsi   | 26 febbraio 1944  |
| I Got Plenty of Mutton          | Montoni e pecorelle             | LT    | Frank Tashlin   |                  | 11 marzo 1944     |
| The Weakly Reporter             | Notiziario settimanale          | MM    | Chuck Jones     |                  | 25 marzo 1944     |
| Tick Tock Tuckered              | Brutta nottata                  | LT    | Robert Clampett | Daffy, Porky     | 8 aprile 1944     |
| Bugs Bunny Nips the Nips        | Bugs Bunny combatte i nipponici | MM    | Friz Freleng    | Bugs             | 22 aprile 1944    |
| Swooner Crooner                 | Il cantante                     | LT    | Frank Tashlin   | Porky            | 6 maggio 1944     |
| Russian Rhapsody                |                                 | MM    | Robert Clampett |                  | 20 maggio 1944    |
| Duck Soup to Nuts               | Zuppa di anatra in fumo         | LT    | Friz Freleng    | Daffy, Porky     | 27 maggio 1944    |
| Angel Puss                      |                                 | LT    | Chuck Jones     |                  | 3 giugno 1944     |
| Slightly Daffy                  | Daffy contro gli indiani        | MM    | Friz Freleng    | Daffy, Porky     | 17 giugno 1944    |
| Hare Ribbin'                    | Conigli a colazione             | MM    | Robert Clampett | Bugs             | 24 giugno 1944    |
| Brother Brat                    | Piccolo moccioso                | LT    | Frank Tashlin   | Porky            | 15 luglio 1944    |
| Hare Force                      | Una notte all'addiaccio         | MM    | Friz Freleng    | Bugs, Willoughby | 22 luglio 1944    |
| From Hand to Mouse              | Il leone babbeo                 | LT    | Chuck Jones     |                  | 5 agosto 1944     |
| Birdy and the Beast             | Fuochi d'artificio              | MM    | Robert Clampett | Titti            | 19 agosto 1944    |
| Buckaroo Bugs                   | Il Bandito Mascherato           | LT    | Robert Clampett | Bugs             | 26 agosto 1944    |
| Goldilocks and the Jivin' Bears |                                 | MM    | Friz Freleng    |                  | 2 settembre 1944  |
| Plane Daffy                     | Daffy all'attacco               | LT    | Frank Tashlin   | Daffy            | 16 settembre 1944 |
| Lost and Foundling              | L'orfanello                     | MM    | Chuck Jones     | Sniffles         | 30 settembre 1944 |
| Booby Hatched                   | Tonto di mamma                  | LT    | Frank Tashlin   |                  | 14 ottobre 1944   |
| The Old Grey Hare               | Vecchi ricordi                  | MM    | Robert Clampett | Bugs, Taddeo     | 28 ottobre 1944   |
| The Stupid Cupid                | Cupido scioccherello            | LT    | Frank Tashlin   | Daffy, Taddeo    | 25 novembre 1944  |
| Stage Door Cartoon              | Entrata attori                  | MM    | Friz Freleng    | Bugs, Taddeo     | 30 dicembre 1944  |

## 1945
| Titolo originale      | Titolo italiano            | Serie | Regista         | Personaggi                    | Data di uscita    |
| --------------------- | -------------------------- | ----- | --------------- | ----------------------------- | ----------------- |
| Odor-able Kitty       | Il gatto puzzola           | LT    | Chuck Jones     | Pepé Le Pew                   | 6 gennaio 1945    |
| Herr Meets Hare       |                            | MM    | Friz Freleng    | Bugs                          | 13 gennaio 1945   |
| Draftee Daffy         | Daffy coscritto            | LT    | Robert Clampett | Daffy                         | 27 gennaio 1945   |
| The Unruly Hare       | L'inafferrabile lepre      | MM    | Frank Tashlin   | Bugs, Taddeo                  | 10 febbraio 1945  |
| Trap Happy Porky      | Le trappole di Porky       | LT    | Chuck Jones     | Porky, Claude, Hubie e Bertie | 24 febbraio 1945  |
| Life with Feathers    | Vita da piume              | MM    | Friz Freleng    | Gatto Silvestro               | 24 marzo 1945     |
| Behind the Meat-Ball  | La bistecca contesa        | LT    | Frank Tashlin   |                               | 7 aprile 1945     |
| Hare Trigger          | La lepre pistolera         | MM    | Friz Freleng    | Bugs, Yosemite Sam            | 5 maggio 1945     |
| Ain't That Ducky      | Un piccolo papero indifeso | LT    | Friz Freleng    | Daffy                         | 19 maggio 1945    |
| A Gruesome Twosome    | L'orribile coppia          | MM    | Robert Clampett | Titti                         | 9 giugno 1945     |
| Tale of Two Mice      | La favola dei due topi     | LT    | Frank Tashlin   | Babbit e Catstello            | 30 giugno 1945    |
| Wagon Heels           | Il super capo              | MM    | Robert Clampett | Porky                         | 28 luglio 1945    |
| Hare Conditioned      | Coniglio condizionato      | LT    | Chuck Jones     | Bugs                          | 11 agosto 1945    |
| Fresh Airedale        | Un cane eroico             | MM    | Chuck Jones     |                               | 25 agosto 1945    |
| The Bashful Buzzard   | La poiana e il dinosauro   | LT    | Robert Clampett | Beaky                         | 15 settembre 1945 |
| Peck Up Your Troubles | L'albero del picchio       | MM    | Friz Freleng    | Silvestro, Ettore             | 20 ottobre 1945   |
| Hare Tonic            | Tutta salute               | LT    | Chuck Jones     | Bugs, Taddeo                  | 10 novembre 1945  |
| Nasty Quacks          | Odiose starnazzate         | MM    | Frank Tashlin   | Daffy                         | 1º dicembre 1945  |

## 1946
| Titolo originale             | Titolo italiano                 | Serie | Regista                       | Personaggi                                  | Data di uscita    |
| ---------------------------- | ------------------------------- | ----- | ----------------------------- | ------------------------------------------- | ----------------- |
| Book Revue                   | Varietà di libri                | LT    | Robert Clampett               | Daffy                                       | 5 gennaio 1946    |
| Baseball Bugs                | L'imbattibile coniglio          | LT    | Friz Freleng                  | Bugs                                        | 2 febbraio 1946   |
| Holiday for Shoestrings      | Una folle notte di folletti     | MM    | Friz Freleng                  |                                             | 23 febbraio 1946  |
| Quentin Quail                | Un verme per cena               | MM    | Chuck Jones                   |                                             | 2 marzo 1946      |
| Baby Bottleneck              | Pronta consegna neonati         | LT    | Robert Clampett               | Daffy, Porky                                | 16 marzo 1946     |
| Hare Remover                 | La formula di Taddeo            | MM    | Frank Tashlin                 | Bugs, Taddeo                                | 23 marzo 1946     |
| Daffy Doodles                | I baffi di Daffy                | LT    | Robert McKimson               | Daffy, Porky                                | 6 aprile 1946     |
| Hollywood Canine Canteen     | I cani di Hollywood             | MM    | Robert McKimson               |                                             | 20 aprile 1946    |
| Hush My Mouse                | Un menu ingestibile             | LT    | Chuck Jones                   | Sniffles                                    | 4 maggio 1946     |
| Hair-Raising Hare            | La lepre che drizza i capelli   | MM    | Chuck Jones                   | Bugs, Gossamer                              | 25 maggio 1946    |
| Kitty Kornered               | È ora di sloggiare              | LT    | Robert Clampett               | Porky, Silvestro                            | 8 giugno 1946     |
| Hollywood Daffy              |                                 | MM    | Friz Freleng                  | Daffy                                       | 22 giugno 1946    |
| Acrobatty Bunny              | Bunny l'acrobata                | LT    | Robert McKimson               | Bugs                                        | 29 giugno 1946    |
| The Eager Beaver             | Il castoro laborioso            | MM    | Chuck Jones                   |                                             | 13 luglio 1946    |
| The Great Piggy Bank Robbery | La grande rapina al salvadanaio | LT    | Robert Clampett               | Daffy, Porky                                | 20 luglio 1946    |
| Bacall to Arms               | La rossa che incendia           | MM    | Robert Clampett               |                                             | 3 agosto 1946     |
| Of Thee I Sting              | L'arte della guerra             | LT    | Friz Freleng                  |                                             | 17 agosto 1946    |
| Walky Talky Hawky            | La gallina, questa sconosciuta  | MM    | Robert McKimson               | Foghorn Leghorn, Henery Hawk, Barnyard Dawg | 31 agosto 1946    |
| Racketeer Rabbit             | Una gang sgangherata            | LT    | Friz Freleng                  | Bugs                                        | 14 settembre 1946 |
| Fair and Worm-er             | Comincia tutto da una mela      | MM    | Chuck Jones                   |                                             | 28 settembre 1946 |
| The Big Snooze               | Il grande sonno                 | LT    | Robert Clampett, Arthur Davis | Bugs, Taddeo                                | 5 ottobre 1946    |
| The Mouse-Merized Cat        | Il topo cane                    | MM    | Robert McKimson               | Babbit e Catstello                          | 19 ottobre 1946   |
| Mouse Menace                 | Il topo minaccia                | LT    | Arthur Davis                  | Porky                                       | 2 novembre 1946   |
| Rhapsody Rabbit              | Rapsodia in salmì               | MM    | Friz Freleng                  | Bugs                                        | 9 novembre 1946   |
| Roughly Squeaking            | Hubie e Bertie e il gat-leone   | LT    | Chuck Jones                   | Claude, Hubie e Bertie                      | 23 novembre 1946  |

## 1947
| Titolo originale          | Titolo italiano                | Serie | Regista                       | Personaggi                           | Data di uscita   |
| ------------------------- | ------------------------------ | ----- | ----------------------------- | ------------------------------------ | ---------------- |
| One Meat Brawl            | Il giorno della marmotta       | MM    | Robert McKimson               | Porky, Barnyard                      | 18 gennaio 1947  |
| The Goofy Gophers         | La verdura che non dura        | LT    | Robert Clampett, Arthur Davis | Mac e Tosh                           | 25 gennaio 1947  |
| The Gay Anties            | Il picnic delle formiche       | MM    | Friz Freleng                  |                                      | 15 febbraio 1947 |
| Scent-imental Over You    | Profumo di puzzola             | LT    | Chuck Jones                   | Pepé                                 | 8 marzo 1947     |
| A Hare Grows in Manhattan | Un coniglio cresce a Manhattan | MM    | Friz Freleng                  | Bugs, Ettore                         | 22 marzo 1947    |
| Birth of a Notion         | La grande idea                 | LT    | Robert McKimson               | Daffy                                | 12 aprile 1947   |
| Tweetie Pie               | La torta di Titti              | MM    | Friz Freleng                  | Silvestro, Titti                     | 3 maggio 1947    |
| Rabbit Transit            | Un'amara vittoria              | LT    | Friz Freleng                  | Bugs, Cecil                          | 10 maggio 1947   |
| Hobo Bobo                 | L'elefantino Bobo              | MM    | Robert McKimson               | Mynah Bird                           | 17 maggio 1947   |
| Along Came Daffy          | Poi arrivò Daffy               | LT    | Friz Freleng                  | Daffy                                | 14 giugno 1947   |
| Inki at the Circus        |                                | MM    | Chuck Jones                   | Inki, Mynah Bird                     | 21 giugno 1947   |
| Easter Yeggs              | Buona Pasqua Bunny             | LT    | Robert McKimson               | Bugs, Taddeo                         | 28 giugno 1947   |
| Crowing Pains             | Pollo o non pollo?             | LT    | Robert McKimson               | Foghorn, Barnyard, Henery, Silvestro | 12 luglio 1947   |
| A Pest in the House       | Il silenzio è d'oro            | MM    | Chuck Jones                   | Daffy, Taddeo                        | 2 agosto 1947    |
| The Foxy Duckling         | Lo scaltro anatroccolo         | MM    | Arthur Davis                  |                                      | 23 agosto 1947   |
| House Hunting Mice        | Due topi cercano casa          | LT    | Chuck Jones                   | Hubie e Bertie                       | 6 settembre 1947 |
| Little Orphan Airedale    | Padrone cercasi                | LT    | Chuck Jones                   | Charlie Dog, Porky                   | 4 ottobre 1947   |
| Doggone Cats              | Due gatti dispettosi           | MM    | Arthur Davis                  | Silvestro                            | 25 ottobre 1947  |
| Slick Hare                | Un coniglio a cena             | MM    | Friz Freleng                  | Bugs, Taddeo                         | 1º novembre 1947 |
| Mexican Joyride           | Vacanze messicane              | LT    | Arthur Davis                  | Daffy                                | 29 novembre 1947 |
| Catch as Cats Can         | Un cantante fastidioso         | MM    | Arthur Davis                  | Silvestro                            | 6 dicembre 1947  |
| A Horse Fly Fleas         | La pulce e la mosca cavallina  | LT    | Robert McKimson               | A. Flea                              | 13 dicembre 1947 |

## 1948
| Titolo originale             | Titolo italiano                  | Serie | Regista         | Personaggi                        | Data di uscita    |
| ---------------------------- | -------------------------------- | ----- | --------------- | --------------------------------- | ----------------- |
| Gorilla My Dreams            | Gorilla d'argilla                | LT    | Robert McKimson | Bugs, Bruttone Gorilla            | 3 gennaio 1948    |
| Two Gophers from Texas       | Consigli per la caccia           | MM    | Arthur Davis    | Mac e Tosh                        | 17 gennaio 1948   |
| A Feather in His Hare        | Caccia al coniglio               | LT    | Chuck Jones     | Bugs                              | 7 febbraio 1948   |
| What Makes Daffy Duck        | L'anatra contesa                 | LT    | Arthur Davis    | Daffy, Taddeo                     | 14 febbraio 1948  |
| What's Brewin', Bruin?       | Il letargo degli orsi            | LT    | Chuck Jones     | Tre orsi                          | 28 febbraio 1948  |
| Daffy Duck Slept Here        | Daffy Duck dorme qui             | MM    | Robert McKimson | Daffy, Porky                      | 6 marzo 1948      |
| A Hick, a Slick, and a Chick | Topino, topone e topona          | MM    | Arthur Davis    |                                   | 13 marzo 1948     |
| Back Alley Oproar            | Il gatto canterino               | MM    | Friz Freleng    | Taddeo, Silvestro                 | 27 marzo 1948     |
| I Taw a Putty Tat            | Mi è sembrato di vedere un gatto | MM    | Friz Freleng    | Silvestro, Titti, Ettore          | 2 aprile 1948     |
| Rabbit Punch                 | Un coniglio alle corde           | MM    | Chuck Jones     | Bugs, Crusher                     | 10 aprile 1948    |
| Hop, Look and Listen         | Il topo a due teste              | LT    | Robert McKimson | Hippety Hopper, Silvestro, Ettore | 17 aprile 1948    |
| Nothing But the Tooth        |                                  | MM    | Arthur Davis    | Porky                             | 1º maggio 1948    |
| Buccaneer Bunny              | Bunny e il pirata                | LT    | Friz Freleng    | Bugs, Yosemite Sam                | 8 maggio 1948     |
| Bone Sweet Bone              | Osso dolce osso                  | MM    | Arthur Davis    |                                   | 22 maggio 1948    |
| Bugs Bunny Rides Again       | Bugs Bunny galoppa ancora        | MM    | Friz Freleng    | Bugs, Yosemite Sam                | 12 giugno 1948    |
| The Rattled Rooster          | L'astuto vermetto                | LT    | Arthur Davis    |                                   | 26 giugno 1948    |
| The Up-Standing Sitter       | Il babysitter                    | LT    | Robert McKimson | Daffy, Ettore                     | 3 luglio 1948     |
| The Shell Shocked Egg        | L'uovo dal guscio dispettoso     | MM    | Robert McKimson |                                   | 10 luglio 1948    |
| Haredevil Hare               | Diavolo di una lepre             | LT    | Chuck Jones     | Bugs, Marvin il Marziano, K-9     | 24 luglio 1948    |
| You Were Never Duckier       | Concorso di bellezza             | MM    | Chuck Jones     | Daffy, Henery                     | 7 agosto 1948     |
| Dough Ray Me-ow              | Per un milione di dollari        | MM    | Arthur Davis    |                                   | 14 agosto 1948    |
| Hot Cross Bunny              | Scherzi da coniglio              | MM    | Robert McKimson | Bugs                              | 21 agosto 1948    |
| The Pest That Came to Dinner | Un diavolo a cena                | LT    | Arthur Davis    | Porky                             | 11 settembre 1948 |
| Hare Splitter                | Pazzi per Daisy                  | MM    | Friz Freleng    | Bugs                              | 25 settembre 1948 |
| Odor of the Day              | Il profumo Pepé                  | LT    | Arthur Davis    | Pepé, Wellington                  | 2 ottobre 1948    |
| The Foghorn Leghorn          | Un pollo chiamato topo           | MM    | Robert McKimson | Foghorn, Henery, Barnyard         | 9 ottobre 1948    |
| A-Lad-In His Lamp            | La lampada magica                | LT    | Robert McKimson | Bugs                              | 23 ottobre 1948   |
| Daffy Dilly                  | Un papero buffone                | MM    | Chuck Jones     | Daffy                             | 30 ottobre 1948   |
| Kit for Cat                  | Il rifugio sicuro                | LT    | Friz Freleng    | Taddeo, Silvestro                 | 6 novembre 1948   |
| The Stupor Salesman          | L'ambulante venditore ambulante  | LT    | Arthur Davis    | Daffy                             | 20 novembre 1948  |
| Riff Raffy Daffy             | Sogni proibiti                   | LT    | Arthur Davis    | Daffy, Porky                      | 27 novembre 1948  |
| My Bunny Lies over the Sea   | Tradizioni scozzesi              | MM    | Chuck Jones     | Bugs                              | 4 dicembre 1948   |
| Scaredy Cat                  | La fifa fa novanta               | MM    | Chuck Jones     | Porky, Silvestro                  | 18 dicembre 1948  |

## 1949
| Titolo originale          | Titolo italiano                    | Serie | Regista         | Personaggi                  | Data di uscita    |
| ------------------------- | ---------------------------------- | ----- | --------------- | --------------------------- | ----------------- |
| Wise Quackers             | Il piumaggio è salvo               | LT    | Friz Freleng    | Daffy, Taddeo               | 1º gennaio 1949   |
| Hare Do                   | Una preda difficile                | MM    | Friz Freleng    | Bugs, Taddeo                | 15 gennaio 1949   |
| Holiday for Drumsticks    | Tempi duri per i grassi            | MM    | Arthur Davis    | Daffy                       | 22 gennaio 1949   |
| Awful Orphan              | L'orfanello                        | MM    | Chuck Jones     | Charlie, Porky              | 29 gennaio 1949   |
| Porky Chops               | Porky il taglialegna               | LT    | Arthur Davis    | Porky                       | 12 febbraio 1949  |
| Mississippi Hare          | Viaggiando sul Mississippi         | LT    | Chuck Jones     | Bugs, Colonnello Shuffle    | 26 febbraio 1949  |
| Paying the Piper          | L'ultimo dei topi                  | LT    | Robert McKimson | Porky                       | 12 marzo 1949     |
| Daffy Duck Hunt           | Daffy Duck, cacciatore d'anatre    | LT    | Robert McKimson | Daffy, Porky, Barnyard      | 26 marzo 1949     |
| Rebel Rabbit              | Orgoglio di coniglio               | MM    | Robert McKimson | Bugs                        | 9 aprile 1949     |
| Mouse Wreckers            | La conquista di una casa           | LT    | Chuck Jones     | Hubie e Bertie, Claude      | 23 aprile 1949    |
| High Diving Hare          | Il tuffatore intrepido             | LT    | Friz Freleng    | Bugs, Yosemite Sam          | 30 aprile 1949    |
| The Bee-Deviled Bruin     | L'orso sfortunato                  | MM    | Chuck Jones     | Tre orsi                    | 14 maggio 1949    |
| Curtain Razor             | Dietro le quinte                   | LT    | Friz Freleng    | Porky                       | 21 maggio 1949    |
| Bowery Bugs               | Il coniglio chiromante             | MM    | Arthur Davis    | Bugs                        | 4 giugno 1949     |
| Mouse Mazurka             | La mazurka del topo                | MM    | Friz Freleng    | Silvestro                   | 11 giugno 1949    |
| Long-Haired Hare          | Direttore d'orchestra              | LT    | Chuck Jones     | Bugs, Giovanni Jones        | 25 giugno 1949    |
| Henhouse Henery           | Un pollo intelligente              | LT    | Robert McKimson | Foghorn, Henery, Barnyard   | 2 luglio 1949     |
| Knights Must Fall         | Il cavaliere sconfitto             | MM    | Friz Freleng    | Bugs                        | 16 luglio 1949    |
| Bad Ol' Putty Tat         | O è gatto, o è locomotiva          | MM    | Friz Freleng    | Silvestro, Titti            | 23 luglio 1949    |
| The Grey Hounded Hare     | La lepre da corsa                  | LT    | Robert McKimson | Bugs                        | 6 agosto 1949     |
| Often an Orphan           | Cercasi padrone                    | MM    | Chuck Jones     | Charlie, Porky              | 13 agosto 1949    |
| The Windblown Hare        | Quando soffia il vento             | LT    | Robert McKimson | Bugs                        | 27 agosto 1949    |
| Dough for the Do-Do       | L'ultimo dei Do-do                 | MM    | Friz Freleng    | Porky, Yoyo Dodo            | 3 settembre 1949  |
| Fast and Furry-ous        | Veloce e furioso                   | LT    | Chuck Jones     | Willy il Coyote e Beep Beep | 17 settembre 1949 |
| Each Dawn I Crow          | Alba fatale                        | MM    | Friz Freleng    | Taddeo                      | 24 settembre 1949 |
| Frigid Hare               | Il coniglio e il pinguino          | MM    | Chuck Jones     | Bugs, Pinguino Playboy      | 8 ottobre 1949    |
| Swallow the Leader        | Una rondine non fa primavera       | LT    | Robert McKimson |                             | 15 ottobre 1949   |
| Bye, Bye Bluebeard        | Barbablù, feroce assassino         | MM    | Arthur Davis    | Porky                       | 22 ottobre 1949   |
| For Scent-imental Reasons | Per motivi sentimentali            | LT    | Chuck Jones     | Pepé, Penelope Pussycat     | 12 novembre 1949  |
| Hippety Hopper            | Un topo grosso e potente           | MM    | Robert McKimson | Hippety, Silvestro          | 19 novembre 1949  |
| Which Is Witch            | Lo stregone Uba Caluba             | LT    | Friz Freleng    | Bugs                        | 3 dicembre 1949   |
| Bear Feat                 | Che fine ha fatto, povero piccolo? | LT    | Chuck Jones     | Tre orsi, Bugs (cameo)      | 10 dicembre 1949  |
| Rabbit Hood               | Carote reali                       | MM    | Chuck Jones     | Bugs                        | 24 dicembre 1949  |
| A Ham in a Role           | Attore o non attore                | LT    | Robert McKimson | Mac e Tosh                  | 31 dicembre 1949  |